# Arthroleptis carquejai
Espèce
Statut de conservation UICN

 DD  : Données insuffisantes
Arthroleptis carquejai est une espèce d'amphibiens de la famille des Arthroleptidae.

## Répartition
Cette espèce est endémique d'Angola. Elle se rencontre aux environs de Cambondo.

## Étymologie
Cette espèce est nommée en l'honneur de Bento Carqueja (1860–1935).

## Publication originale
- Ferreira, 1906 : Algumas espécies novas ou pouco conhecidas de Amphibios e Reptis de Angola (Collecção Newton - 1903-1904).  Jornal de Sciencias Mathematicas, Physicas e Naturaes, sér. 2, vol. 7, no 27, p. 159-171.